# دو اور
دو اور (انگلیسی: The Do-Over) فیلمی در ژانر کمدی به کارگردانی استیون بریل است که در سال ۲۰۱۶ منتشر شد.
آدام سندلر ، دیوید اسپید ، پائولا پاتون ، کاترین بل ، نیک اسواردسون ، مت والش ، لوئیس گازمن ، کاترین هان ، ناتاشا لگرو در این فیلم نقش آفرینی کرده است.